# Luxor-Tempel
Der Luxor-Tempel (altägyptisch Ipet-reset) ist eine Tempelanlage im heutigen Luxor in Ägypten. Er wurde zur Zeit des Neuen Reichs (1550 bis 1070 v. Chr.) errichtet und südlicher Harem des Amun von Karnak genannt. Er war dem Gott Amun, seiner Gemahlin Mut und ihrem gemeinsamen Sohn, dem Mondgott Chons, geweiht.
Der Tempel steht seit 1979 zusammen mit dem Karnak-Tempel und der thebanischen Nekropole auf der Weltkulturerbeliste der UNESCO.

## Baugeschichte

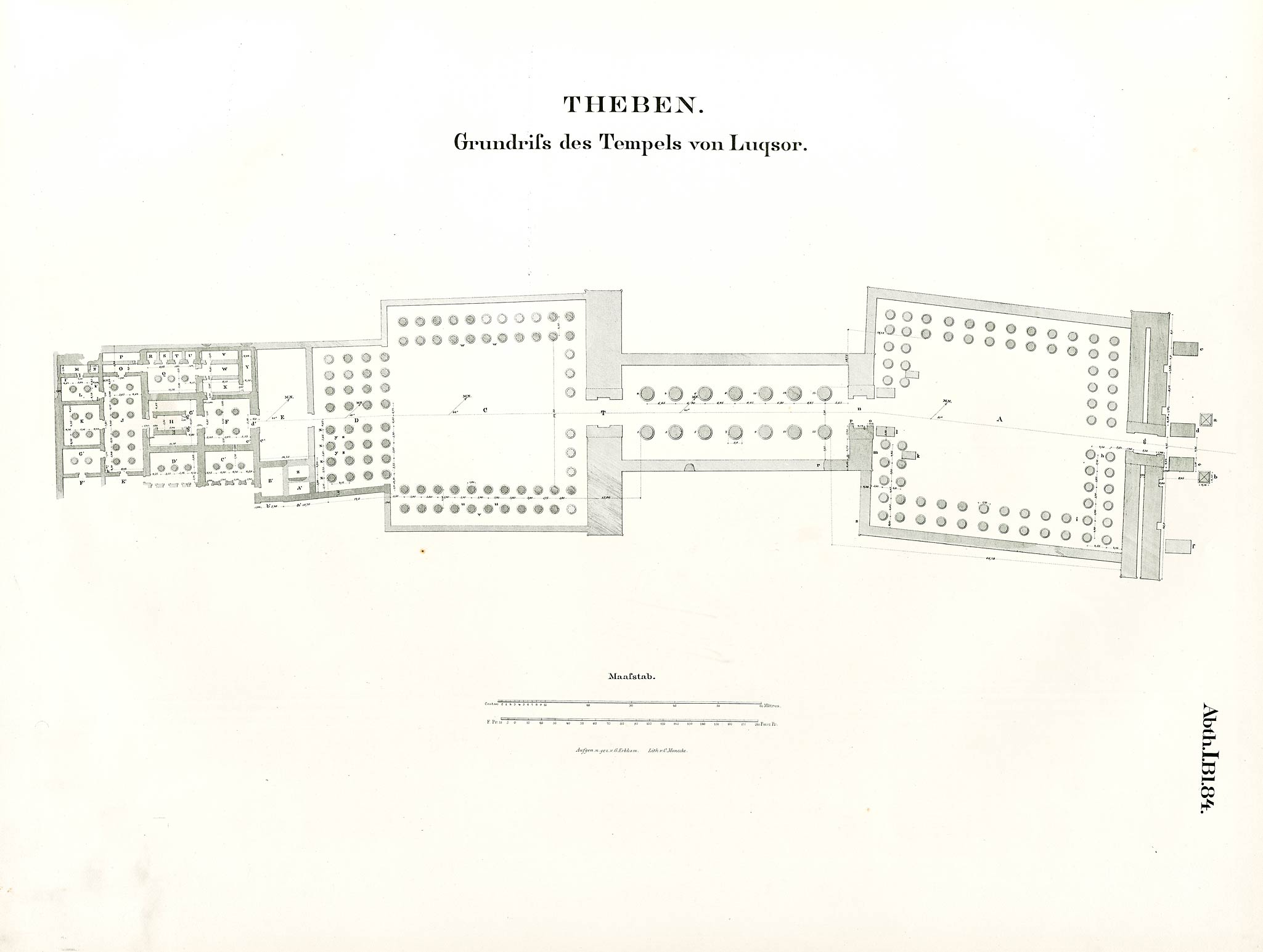
Grundriss des Tempels von Luxor (Lepsius, um 1850; rechts ist NO)

Aus wiederverwendetem Baumaterial wird geschlossen, dass hier bereits während der 12. Dynastie ein Heiligtum errichtet worden war. Unter Pharao Thutmosis III. wurde die Stationskapelle im ersten Hof gebaut.
An der mutmaßlichen Stelle eines Heiligtums aus der 12. Dynastie ließ Amenophis III. durch seinen Baumeister Amenophis (Sohn des Hapu) den heutigen südlichen Teil des Tempels mit Sanktuar, Säulenhalle und dem zweiten Hof errichten. Auch der Säulengang wurde zu seiner Regierungszeit begonnen. Unter Amenophis IV. (Echnaton) wurde der Tempel geschlossen, der Name des Gottes Amun getilgt und der König errichtete in der Nähe ein Atonheiligtum. Tutanchamun baute am Säulensaal weiter, der durch Haremhab fertiggestellt wurde.
Ramses II. ließ den ersten Hof samt dem mächtigen Pylon sowie Statuen und Obelisken ausführen. Nektanebos I. gestaltete den Vorhof.
Alexander der Große ließ das Sanktuar umbauen. Statt der vier Säulen, die das Dach trugen, wurde eine Kapelle errichtet. In der Römerzeit wurde die Tempelanlage in eine Festung integriert. In den ersten nachchristlichen Jahrhunderten wurden vier Kirchen auf dem Gelände errichtet.

## Aufbau des Tempels

### Sphingenallee

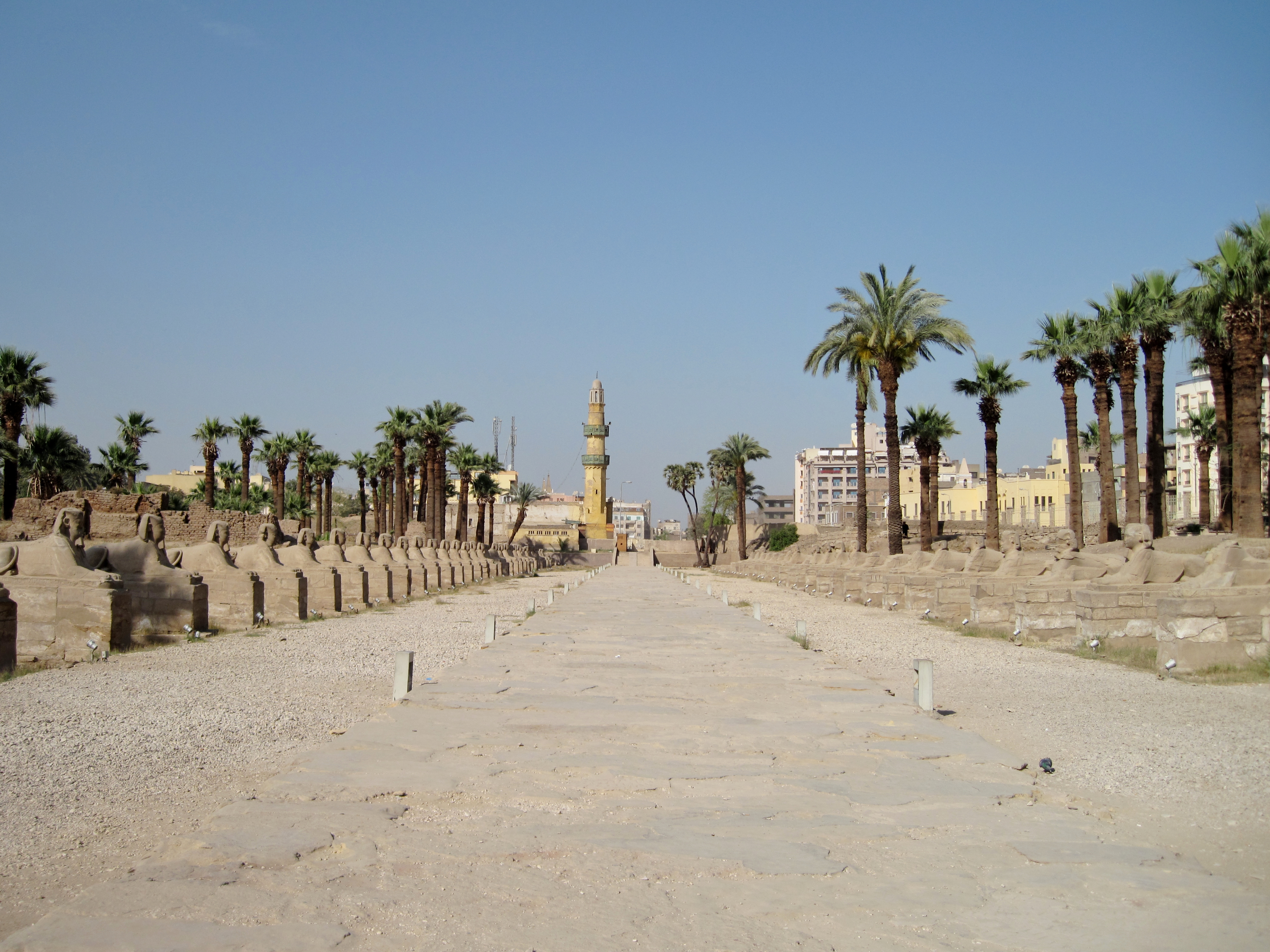
Sphingenallee in Richtung der Tempelanlage von Karnak

Das Tempelgelände betritt man von der Nilpromenade (Scharia el-Bahr el-Nil) aus und gelangt zuerst auf den Vorhof des Nektanebos I. Von hier führt eine Allee, die zu beiden Seiten von Sphingen flankiert wird, in nordöstliche Richtung. In der Antike verband die Allee den Luxor-Tempel mit dem 2,5 Kilometer entfernten Karnak-Tempel. 2004 war ein großer Teil der Allee noch vom modernen Luxor überbaut und ein Projekt zur kompletten Freilegung im Gange. Zur Zeit Nektanebos I. waren zwischen die Sphingen Bäume und Blumen gepflanzt.
Am 25. November 2021 wurde die Allee mit einer feierlichen Zeremonie wiedereröffnet.

### Vorhof des Nektanebos I.

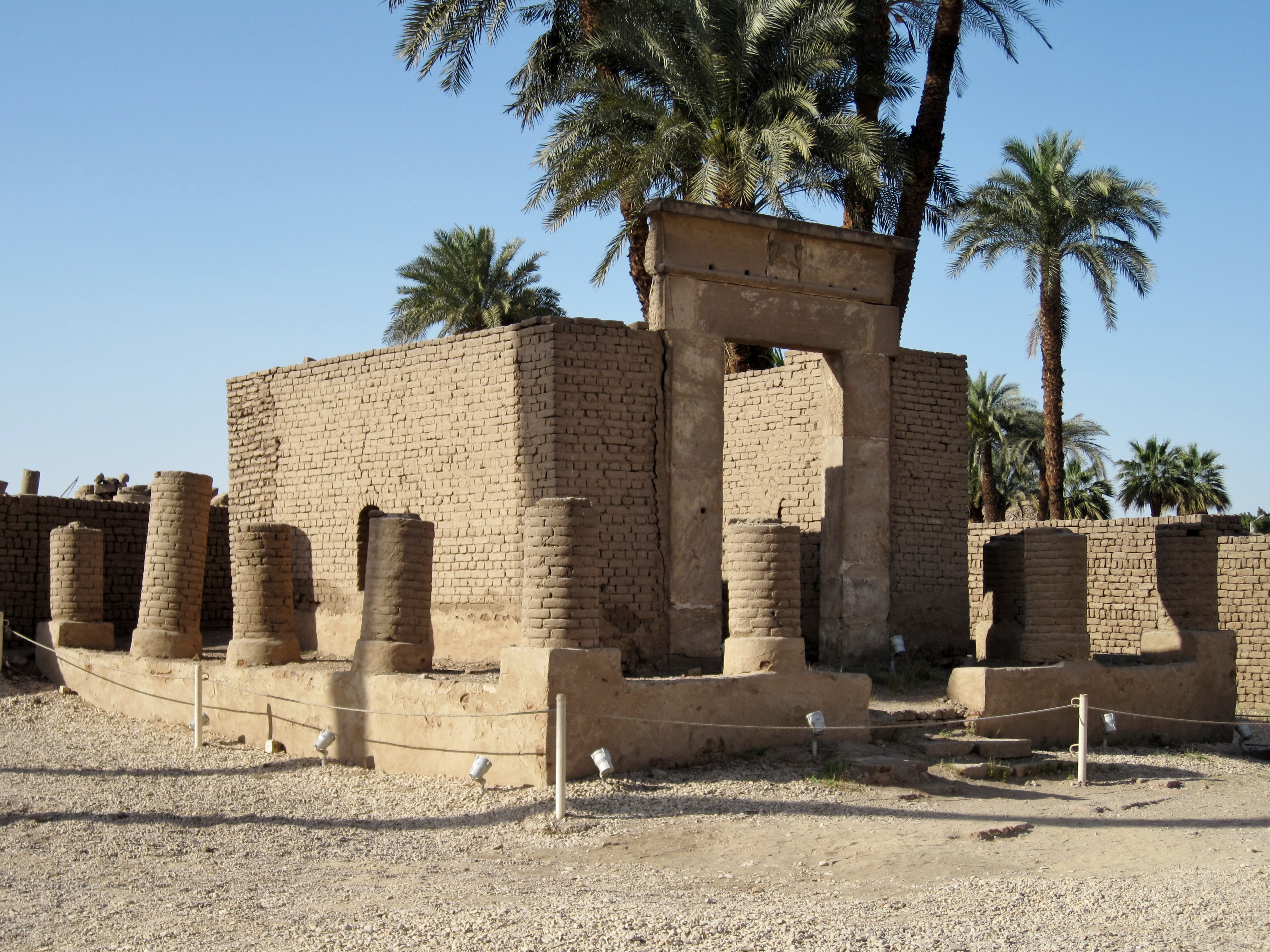
Serapis-Kapelle vor dem Tempel

Von der Umfassungsmauer, die den Vorhof umgab ist nur wenig erhalten. Bemerkenswert ist eine Serapis-Kapelle im nördlichen Teil des Hofes. Sie ist aus getrockneten Nilschlammziegeln errichtet.

### Statuen und Obelisken Ramses II.
Im Südwesten wird der Hof durch einen großen Pylon begrenzt. Vor diesem waren in der Antike zwei Sitzfiguren, vier stehende Statuen und zwei Obelisken Ramses II. aufgestellt. Von diesen sind heute noch die beiden Sitzfiguren, eine stehende Statue und ein Obelisk vorhanden. Der zweite Obelisk steht als Geschenk von Sultan Muhammad Ali an den König von Frankreich seit 1836 auf der Place de la Concorde in Paris. Im Austausch erhielt Muhammad Ali eine Turmuhr für die Alabastermoschee in Kairo.

### Pylon

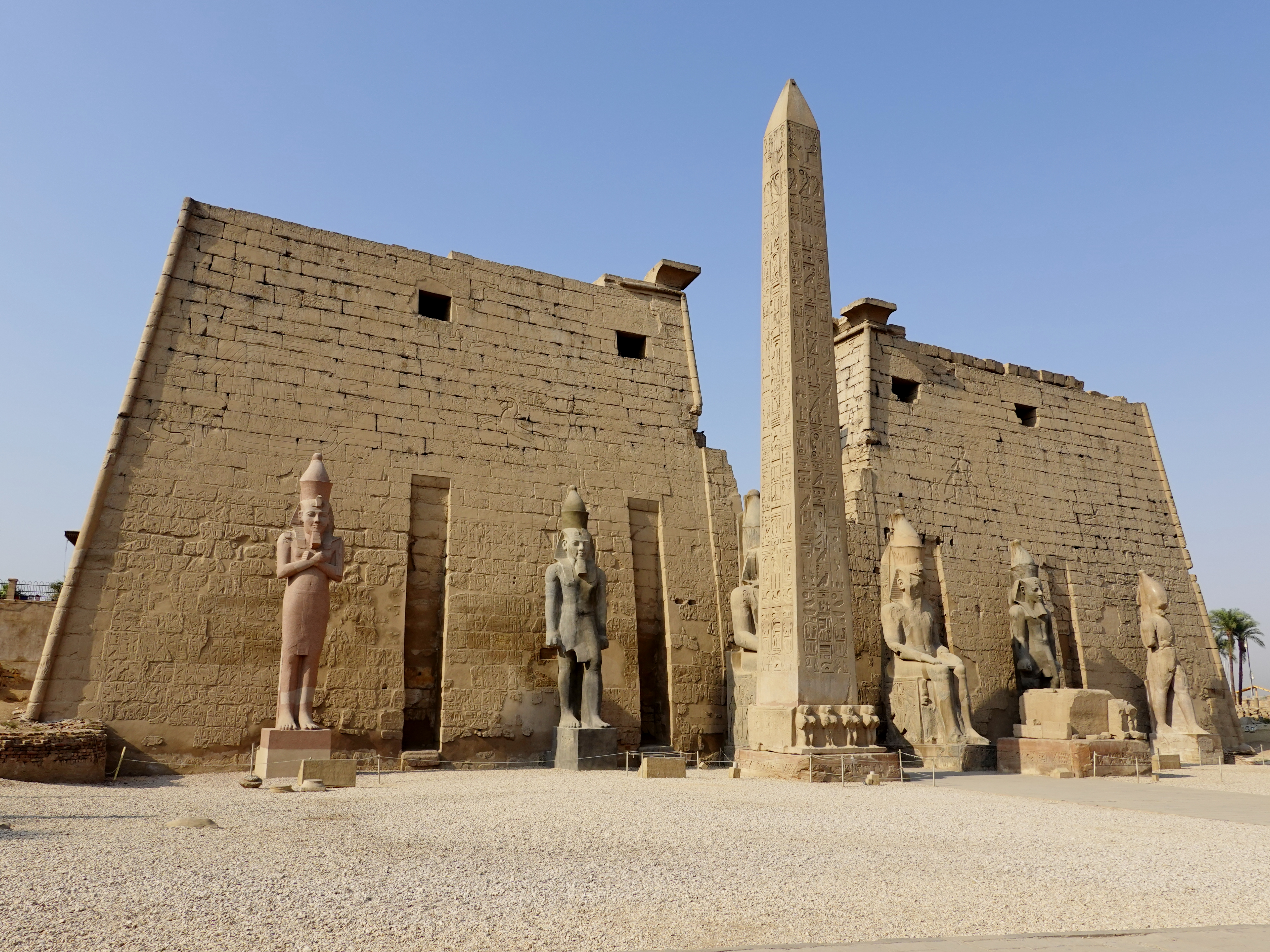
Pylon des Tempels von Luxor

Der Pylon wird aus zwei dicken, hohen Mauern beiderseits des Eingangs gebildet, den sogenannten Türmen. Auf der Außenseite der beiden Türme sind Szenen aus der Schlacht Ramses II. mit den Hethitern in versenktem Relief dargestellt. Auf dem rechten Turm ist Ramses II. während des Kriegsrats abgebildet sowie der Ansturm der Hethiter auf das ägyptische Lager. Auf dem linken verfolgt Ramses II. die in Richtung der Stadt Kadesch flüchtenden Hethiter. In den vier ausgesparten Nischen des Pylonen standen früher vier Fahnenstangen.

### Erster Hof

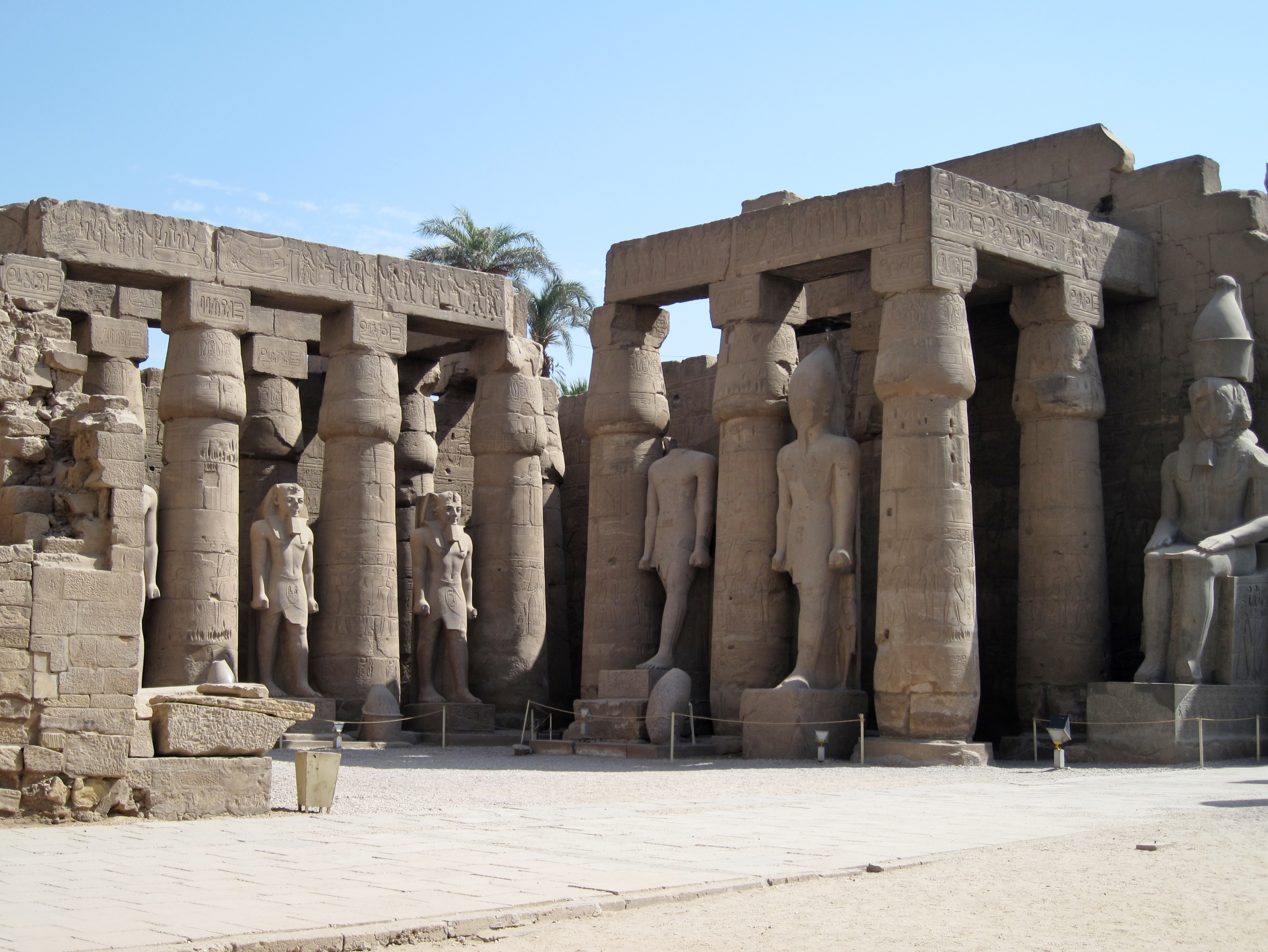
Erster Hof mit Blick auf den Pylon und den Obelisken vor dem Eingang

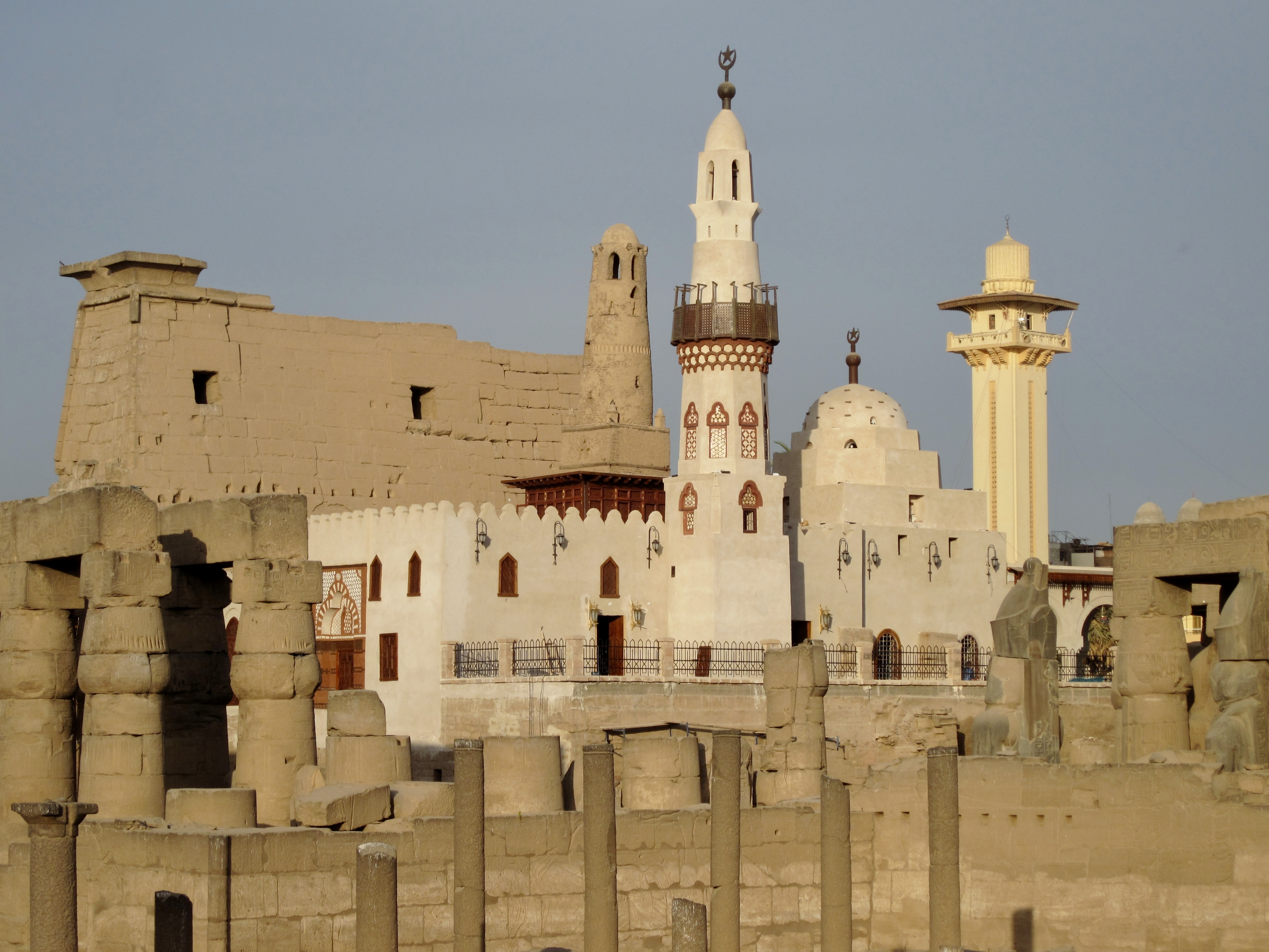
Moschee des Abu el-Haggag

Passiert man den Pylon, so betritt man den Hof Ramses II. Der Hof ist mit einer doppelten Kolonnade umgeben. Sie besteht aus Papyrusbündelsäulen mit geschlossenem Kapitell. Im westlichen Teil steht eine sogenannte „dreischiffige Stationskapelle“ der Königin Hatschepsut. Die drei Räume sind für die Götter Mut, Amun und Chons bestimmt. Die Wände des Hofes sind mit Opferszenen und dem Zug der Söhne Ramses II. geschmückt. Im hinteren Teil befinden sich Statuen die zwar den Namen Ramses II. tragen, zum Teil aber von Amenophis III. stammen und lediglich im Namen geändert wurden.
Der östliche Teil des Hofes ist mit der Moschee Abu el-Haggag überbaut. Unter ihr befindet sich, in einer ehemaligen koptischen Kirche, das Grab des Ortsheiligen von Luxor Abu el-Haggag. Die Moschee steht etwa fünf Meter über dem Tempelniveau, da zur Zeit ihres Baus der Tempel bis auf dieses Niveau verschüttet war.

### Säulengang

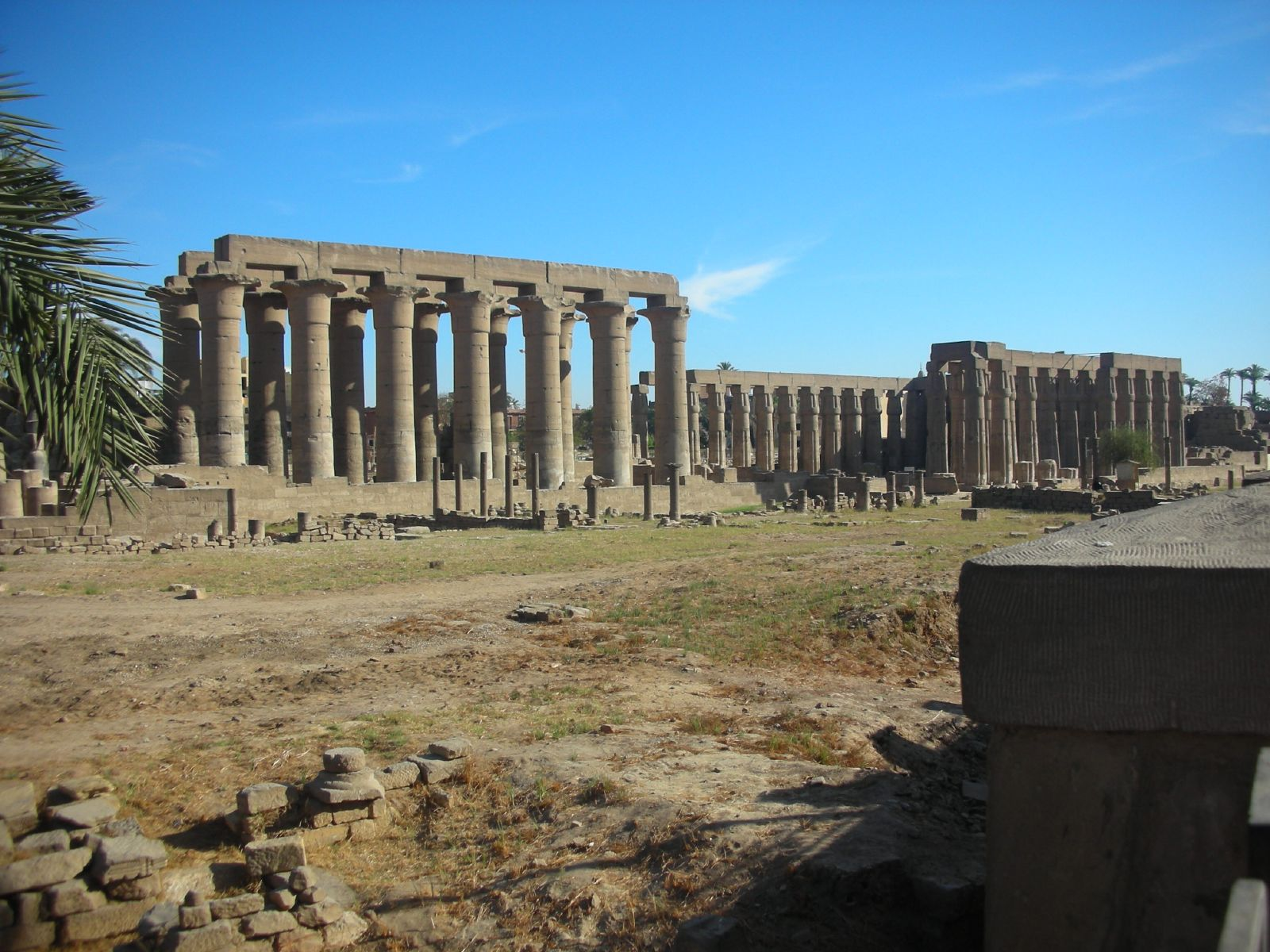
Säulengang und zweiter Hof

Durchquert man den Hof, so erreicht man eine Säulenkolonnade mit 7 mal 2 Papyrusbündelsäulen mit offenem Doldenkapitell. Gleich hinter dem Eingang stehen links und rechts jeweils eine Pharaonenstatue und eine Sitzgruppe, die Amun und Mut darstellen. Obgleich sie den Namen Ramses II. tragen, werden sie stilistisch der 18. Dynastie und somit einem früheren Pharao zugeordnet. Die Wände des Hofes sind mit Szenen aus dem Opet-Fest geschmückt.

### Zweiter Hof
Am Ende des Säulengangs befindet sich der Hof Amenophis III. Er ist auch an drei Seiten mit einer doppelten Reihe Papyrusbündelsäulen mit geschlossenem Kapitell umgeben. 1989 wurden hier bei Restaurierungsarbeiten in drei Metern Tiefe verschiedene Statuen von Pharaonen, Göttern und Sphingen aufgefunden. Sie sind im Museum von Luxor ausgestellt.

### Säulenhalle
Im Süden schließt sich eine Säulenhalle mit 4 mal 8 gleicher Säulen wie im Hof zuvor an. Die Reliefs zeigen Amenophis III. vor den Göttern Thebens und seine Krönung. Links und rechts befinden sich zwei kleine Kapellen für die Göttin Mut und den Gott Chons.

### Kaiserkultraum und Allerheiligstes

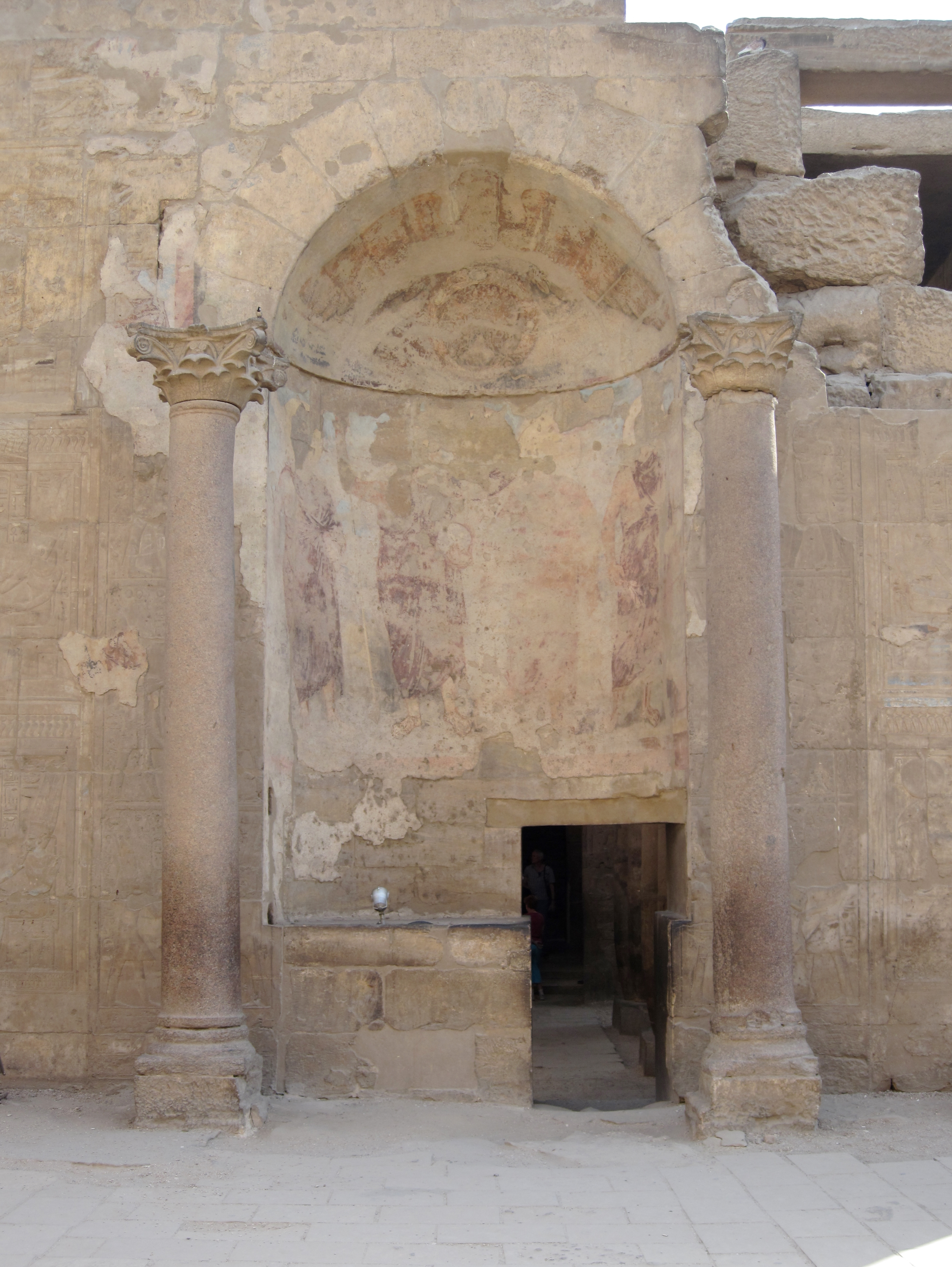
Apsis im Kaiserkultraum

Durch die Tür in der Mitte erreicht man einen Raum, der in römischer Zeit zu einem Tetrarchenheiligtum umgebaut wurde. Links und rechts der Apsis stehen zwei korinthische Säulen. In der Apsis befindet sich ein Durchgang, durch den man in eine kleine Säulenhalle mit 2 mal 2 Säulen gelangt. Dahinter befindet sich das Sanktuar, das für die Barke Amuns bestimmt war. Die Abbildungen zeigen Alexander den Großen vor verschiedenen Göttern. Die weiteren Räume erreicht man durch den Raum im Osten.

### Geburtssaal
Von diesem Raum geht man durch die nördliche Tür in den sogenannten Geburtsraum. Die Reliefs auf der Westwand zeigen die Genese Amenophis III. – von der Empfängnis der Königin Mutemwia durch Amun, über die Schwangerschaft bis hin zur Geburt. Gegenüber ist seine Thronbesteigung dargestellt. Von den Räumen, die sich im Süden anschließen ist nur noch die Kapelle des ithyphallischen Amun-Re-Kamutef erwähnenswert.

## Zweck des Tempels
Der Luxortempel erfüllte im Wesentlichen zwei Funktionen. Einmal im Jahr – zum ägyptischen Neujahrstag – wurde das Opet-Fest begangen. Die Statuen der Götter Amun, Mut und Chons wurden in tragbaren Barken vom 2,5 Kilometer entfernten Karnak-Tempel hierher gebracht. Die Feier dauerte anfangs 11 Tage, wurde aber in späterer Zeit auf 27 Tage verlängert. An den sogenannten Stationstempeln wurde eine Pause eingelegt und die Barken abgestellt. Das Ziel der Barke der Mut und des Chons waren die Kapellen direkt hinter der Säulenhalle. Nur die Amunbarke wurde ins Sanktuar gebracht.
Die zweite Funktion war die Vereinigung des Königs mit seinem göttlichen Ka. Es war die jährliche Wiederholung – auch am Neujahrstag – der Vergöttlichung des Königs, wie sie schon bei seiner Thronbesteigung erstmals vollzogen wurde.